# Iso Aareansaari
Iso Aareansaari is een eiland in de rivier de Muonio, die de grens vormt tussen Finland en Zweden. Het eiland heeft een oppervlakte van ongeveer 30 hectare, heeft geen oeververbinding, is onbebouwd en hoort bij Zweden. Er liggen ten noordwesten en zuidoosten van Iso Aareansaari twee kleine eilanden zonder naam.
Kenttäsaari nabij Maunu · Alasaari nabij Karesuando · Kivisaari · Lintiputaansaari · Ungelosaari · Alasaari nabij Palojoensuu · Järämänsaari · Hirvassaari · Niittysaari · Koivusaari (Zweeds) · Palsarinsaari · Kenttäsaari ·  Alkkulasaari · Koivusaari (Fins) · Viiksinsaari · Rukomasaari · Ojasensaari · Luhtasaari · Laurukainen · Naapankisaari · Kihlangisaari · Iso Aareansaari · Vekarasaari · Kolarinsaari · Kokko · Väylänsaari · Pyysaari · Alanen · Lompolonsaari